# Andrew McKellar
Andrew McKellar (2 de febrero de 1910 – 6 de mayo de 1960) fue un astrónomo canadiense, conocido por ser el primero en haber determinado la temperatura del espacio profundo.

## Semblanza
McKellar nació en Vancouver, Columbia Británica, Canadá, siendo uno de los seis hijos de John H. McKellar y de Mary Littleson, ambos de origen escocés. Estudió matemáticas y física en la Universidad de Columbia Británica, graduándose en 1930. Comenzó sus estudios de licenciado en la Universidad de California, donde obtuvo la maestría en 1932 y se doctoró al año siguiente. Por mediación del Consejo de Investigación Nacional de los Estados Unidos, pasó a formar parte de un programa de estudios de postdoctorado de dos años en el MIT.
En 1935 se incorporó al Observatorio Astrofísico Dominion, donde se dedicó a la investigación astrofísica. En 1938 se casó con Mary Crouch (1911-2000), y la pareja tuvo dos hijos (Bob y Barbara). Durante la Segunda Guerra Mundial sirvió en la canadiense Marina Real Canadiense, en la Dirección de Investigación Operacional.
Tras la guerra, desde 1952 hasta 1953, fue profesor visitante en el departamento de física de la Universidad de Toronto. Entre 1956 y 1958 ejerció el cargo de presidente de la Sociedad Astronómica del Pacífico, siendo elegido presidente de la Sociedad Astronómica Real de Canadá durante el año 1959. Continuó trabajando en el Observatorio Astrofísico Dominion hasta cuatro días antes de morir en Victoria, Columbia Británica como consecuencia de un linfoma que comenzó a padecer durante su servicio en la marina durante la guerra.
Es conocido por su trabajo en espectroscopia molecular. Entre sus contribuciones, figura la primera estimación de la temperatura del gas interestelar (y por lo tanto, del espacio profundo) en 2,4° K, basándose en los patrones de excitación de los dobletes del carbono y el nitrógeno, encontrando evidencias sobre el ciclo nuclear carbono-nitrógeno como fuente de energía de las estrellas de carbono. Esta estimación de temperatura sería posteriormente confirmada con el descubrimiento de la radiación de fondo de microondas, que tiene una temperatura medida de 2.725 K. Durante su carrera fue el autor (o coautor) de 73 publicaciones científicas.

## Reconocimientos y honores
- Orden del Imperio Británico por sus servicios de guerra.
- Miembro de la Real Sociedad de Canadá.
- El telescopio de 1,2 m de diámetro del Observatorio Astrofísico Dominion lleva el nombre de McKellar.
- El cráter lunar McKellar está nombrado así en su honor.[2]
- El asteroide (7150) McKellar también conmemora su nombre.[3]